# Olof Olsson (talman)
Olof Olsson, födelseår okänt, död 13 mars 1789 i Stockholm, var en svensk riksdagsman i Bondeståndet samt bondeståndets talman vid Riksdagen 1789.

## Bakgrund
Olof Olsson var bonde från Östergötland där han arrenderade sin gård. Enligt biskop Olof Wallqvist såg Olof "listig och erfaren ut, och sades vara förmögen. Han arrenderade en egendom af greve  Fabian Reinhold von Fersen, men var derigenom icke indragen i det adliga intresset. Man fick snart veta, att han i hemorten var mera herre än bonde. Han befanns föga duglig men pålitlig, intill sin död, som under riksdagen inträffade."

## Död och begravning
Olof Olofsson avled den 13 mars 1789 då riksdagen fortfarande pågick. Hans begravning bekostades av Gustaf III och hölls i Riddarholmskyrkan; kungen menade att det skulle ske "med all den heder som talmannens och bondeståndets trohet mot kungen och nit för fäderneslandet äger."
Den 21 mars skedde begravningen och hans kista hämtades i hans bostad och fördes i procession till Riddarholmskyrkan. 148 man ur Borgerskapets infanteri utkommenderades där 100 man bildade häck från kyrkporten, och 48 höll vakt i Olof Olofssons bostad. Hela bondeståndet samt inbjudna deputationer av de övriga stånden kom till bostaden och den döde bars ned av några ledamöter av bondeståndet. Likvagnen drogs av sex svarta hästar från kungens stall ledda av kungens stalldrängar klädda i statslivré. Processionen anfördes av bondeståndets nye talman Anders Andersson från Västerbotten. Efter honom gick den dödes son följd av lantmarskalken greve Lewenhaupt och vice lantmarskalken överste Liljehorn. Därefter kom bondeståndets sekreterare och två adliga herrar, sedan bondeståndets vicesekreterare med ytterligare två adliga herrar. Slutligen tågade hela bondeståndet i sorgedräkt följt av ridderskapets och adelns 24 deputerade anförda av drottningens kammarherre greve August Taube, prästeståndets tolv deputerade förda av biskop Jacob Axelsson Lindblom från Linköping och borgarståndets tolv deputerade förda av talmannen, rådman i Stockholm herr Anders Lijdberg.
Under begravningsprocessionen ringde det i stadens alla kyrkklockor. Det kungliga kapellet uppförde sorgemusik då kistan bars in i kyrkan. Domprosten i Västerås, doktor Johan Michael Fant, höll en likpredikan över Esaiae 57, vers 2, den bibeltext som hade skrivits på kistan. Fant förrättade även själva jordfästningen. Processionen återvände därefter i samma ordning som den kommit. På kvällen bjöds hela bondståndet och de bjudna deputationerna in av de övriga stånden till frimurarhuset på Riddarholmen, för gravöl.

### Fotnoter
1. 1 2 3  Tacksägelser, troféer och en talmans död: politiska ceremonier och scener under krigsåren 1788–1790, Henrika Tandefelt.